# Earls Court 1975
Earls Court 1975 foi uma série de cinco concertos realizados pela banda britânica de rock Led Zeppelin na Earls Court Arena, em maio de 1975.

## Visão global
Os concertos foram inicialmente reservados para três noites em 23, 24 e 25 de maio, mas devido à demanda sem precedentes de público (ingressos para os três shows ficaram esgotados em apenas quatro horas), mais duas datas foram adicionados para 17 e 18 de maio, fazendo uma venda total de 85,000 ingressos. O notável crítico e cineasta Tony Palmer indicou na época pelo The Observer que nenhum grupo na história já tinha atraído tal audiência na Grã-Bretanha.
Estes concertos ocorreram menos de dois meses após a conclusão da turnê norte-americana do Led Zeppelin em 1975. Todas as 40 toneladas de equipamentos e luzes foram levados da América para os concertos. Uma tela Ediphor enorme que mostrava a apresentação, uma vez que estava sendo filmado também foi erguida acima do palco, a um custo de 10,000 libras. Acreditasse que isto seja uma das primeiras ocasiões em que tal dispositivo foi usado para um concerto de rock na Inglaterra. Dizia-se que uma cidade inteira poderia ser iluminada pela energia gasta em um único concerto. Três dias de ensaios ocorreram com detalhes a fim de corrigir todos os problemas possíveis. O som nos shows era gerido pala Showco.

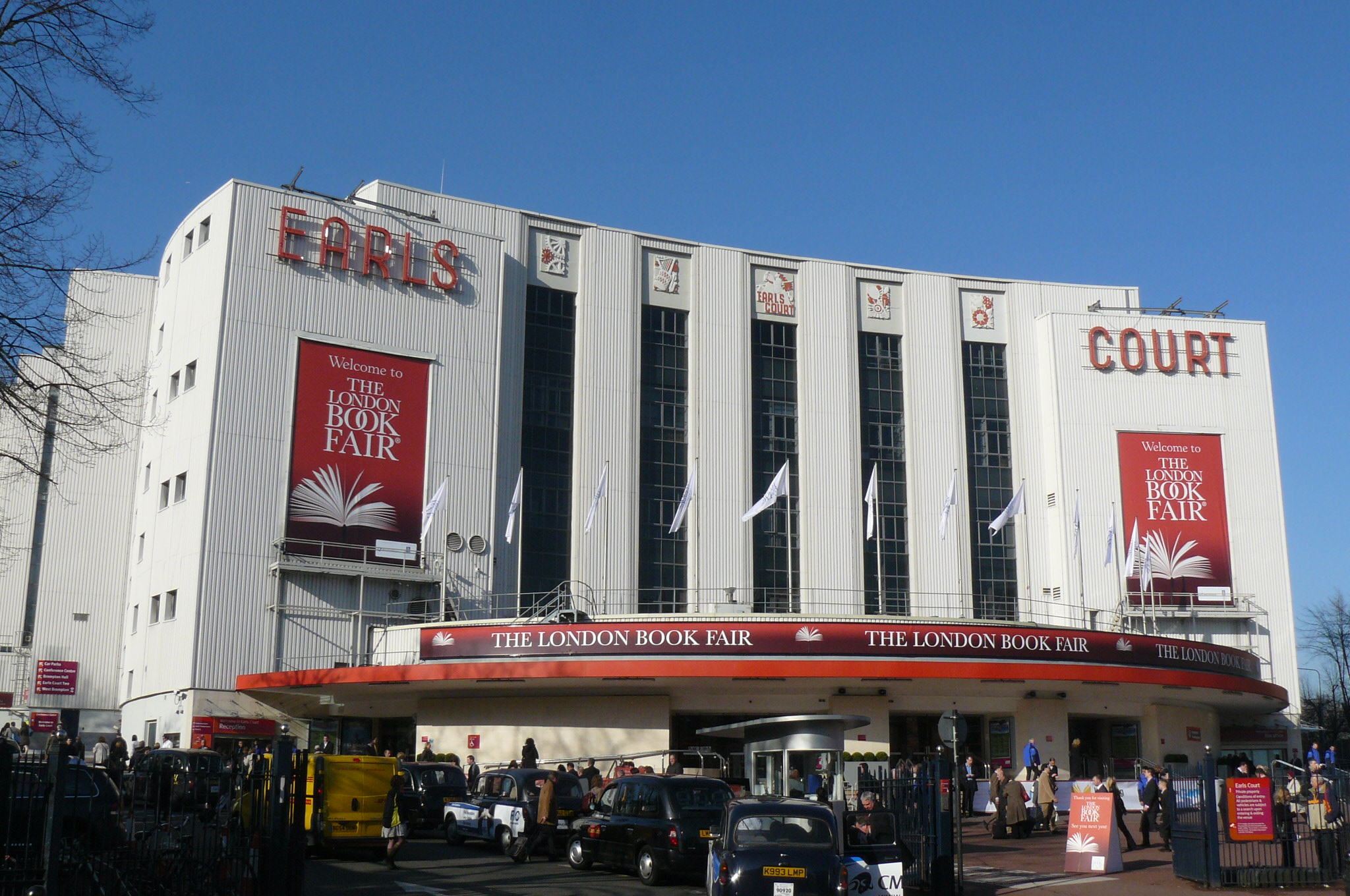
Earls Court Exhibition Centre, em 2008.

As performances na Earls Court foram promovidas por Mel Bush. Em uma entrevista que ele deu vários anos após o evento, Bush explicou:
Nessa época, [Led Zeppelin] era uma atração enorme e eu sabia que Peter (Grant) [empresário do Led Zeppelin] queria apresentá-los na maior e melhor configuração nesse mesmo ano. Fui o primeiro promotor de concertos a usar a Earls Court alguns anos antes, com David Bowie e Slade. Assim, quando Peter estava considerando locais para usar ele entrou em contato. Uma vez que tudo foi instalado e estava funcionando chegamos a um bom acordo sobre os preços dos bilhetes que ele estava sempre disposto a manter em um nível razoável.
Para ajudar a promover os concertos, Bush e Grant fizeram anúncios que mostravam um trem, apelidado de "Zeppelin Express" [Expresso Zeppelin], ligado a Earls Court através dos serviços de trem Inter Cidade de British Rail. Ele tinha a intenção de transmitir a mensagem de que, apesar de todos os concertos que estavam sendo apresentados em um único local, eles seriam facilmente acessíveis aos fãs de todas as partes do país. Esta imagem foi destaque no cartaz oficial do show (veja acima, à direita), os originais hoje estão entre os cartazes mais colecionáveis da história do rock. Os cartazes foram produzidos por Martine Grainey da Peter Grainey Graphics de Bournemouth, juntamente com o projeto para o programa do concerto.
Cinco DJs promocionais tiveram a tarefa de introduzir a banda no palco em cada show. Estes eram Bob Harris (17 de maio), Johnnie Walker (18 de maio), Kid Jensen (23 de maio), Nicky Horne (24 de maio) e Alan Freeman (25 de maio).
Todos os shows excederam três horas de duração, com o concerto final de 25 de maio com uma duração de três horas, 43 minutos e 50 segundos. Os dois últimos shows (24 e 25 de maio) foram completamente gravados mas permaneceram indisponíveis a visualização pública durante anos, apenas disponíveis através de bootlegs (gravações piratas), até que algumas músicas: "Going To California", "That's The Way", "Bron-Yr-Aur Stomp", "In My Time of Dying", "Trampled Underfoot" e a famosa "Stairway to Heaven", foram finalmente remasterizadas e lançadas em 2003, no Led Zeppelin DVD.

## Reação da crítica
Os concertos na Earls Court são considerados por alguns críticos como o melhor já realizado pela banda, e os shows geralmente receberam excelentes críticas da imprensa musical, incluindo os publicados pela Sons, New Musical Express e Melody Maker. O jornalista musical Chris Welch, que participou das performances, lembrou anos mais tarde:
A banda tocou com enorme fogo, possuído por um poder quase demoníaco, em meio a nuvens de fumaça perfuradas por feixes verdes de laser. Jimmy Page debateu seu arco de violino contra as cordas da guitarra, produzindo estranhos e ecoados gritos góticas. Na época, eu escrevi em um comentário que "Robert Plant mantinha uma abordagem essencialmente humana, tagarela para o público, quase como um guia nos levando através da história da banda, um bobo da corte ao volante de um camião articulado temível, oferecendo apartes manhosos e ruminações poéticas entre momentos de terrível poder." ... A banda gostou do material em Physical Graffiti muito mais do que os velhos cavalos de guerra, e melhores momentos dos álbuns anteriores que vinheram na forma de baladas e canções acústicas.
De acordo com o arquivista do Led Zeppelin, Dave Lewis:
Quando o Led Zeppelin apresentou sua série de cinco shows na Earls Court Arena de Londres, em maio de 1975, estavam no auge de seus poderes criativos. Estimulado pelo sucesso crítico e comercial de seu sexto álbum, o conjunto duplo de Physical Graffiti, cada show que eles tocaram tomava proporções de eventos semelhantes. A capacidade de 17.000 pessoas da Earls Court lhes ofereceu o luxo de mostrar na melhor configuração possível, a enormidade de seu número no palco. Mais de cinco noites de Zeppelin em maio de 75 lhes entregou talvez a série mais impressionante de shows de toda a sua carreira ... As imagens fotográficas dos shows ainda iluminavam as páginas de inúmeros recursos Zep e livros, performances piratas são ansiosamente agarradas, e o vídeo oficial dos shows projeta a magnitude e o poder do Led Zeppelin em pleno voo mais do que qualquer outro filme sobrevivente do grupo.

## Repertório
Para estes concertos, a banda reviveu uma seção acústica que tinha sido um componente de muitas de suas turnês até o final de 1972, quando elas tinham sido descartadas de seu repertório.
O set list para estes cinco concertos foi:
1. "Rock and Roll" (Page, Plant, Jones, Bonham)
2. "Sick Again" (Page, Plant)
3. "Over the Hills and Far Away" (Page, Plant)
4. "In My Time of Dying" (Page, Plant, Jones, Bonham)
5. "The Song Remains the Same" (Page, Plant)
6. "The Rain Song" (Page, Plant)
7. "Kashmir" (Bonham, Page, Plant)
8. "No Quarter" (Page, Plant, Jones)
9. "Tangerine" (Page)
10. "Going to California" (Page, Plant)
11. "That's the Way" (Page, Plant)
12. "Bron-Yr-Aur Stomp" (Page, Plant, Jones)
13. "Trampled Under Foot" (Page, Plant, Jones) (incl. "Gallows Pole")
14. "Moby Dick" (Bonham, Jones, Page)
15. "Dazed and Confused" (Page) (incl. "Woodstock"/"San Francisco (Be Sure to Wear Some Flowers in Your Hair)")
16. "Stairway to Heaven" (Page, Plant)

Bis:
- "Whole Lotta Love" (Bonham, Dixon, Jones, Page, Plant) (incl. "The Crunge")
- "Black Dog" (Page, Plant, Jones)

Encores adicionais no último show, em 25 de maio:
- "Heartbreaker" (Bonham, Page, Plant)
- "Communication Breakdown" (Bonham, Jones, Page) (incl. "D'yer Mak'er")